# Kiribati na Mistrzostwach Świata w Lekkoatletyce 2009
Kiribati na Mistrzostwach Świata w Lekkoatletyce 2009 reprezentowane były przez 2 zawodników – 1 kobietę i 1 mężczyznę. Żaden z tych sportowców nie zdobył medalu na tych MŚ.

## Lekkoatleci

### Bieg na 100 m kobiet
- Tioiti Katutu – 61. miejsce w kwalifikacjach – 14.48 sek.

### Bieg na 100 m mężczyzn
- Nooa Takooa – 85. miejsce w kwalifikacjach – 11.74 sek.